# نهر كوييراز (نهر ديميني)
نهر كوييراز (بالبرتغالية: Rio Cuieiras‏) نهر من بلدية بارسيلوس بولاية أمازوناس في شمال غرب البرازيل . إنه رافد نهر ديميني.
يرتفع النهر بالقرب من سيرا دو أراكا، الجبل الذي سمي بعد تسمية حديقة سيرا دو أراكا، ويوفر طريقًا إلى سفح الجبل.